# 副熱帶風暴凱蒂
副熱帶風暴凱蒂（英語：Subtropical Cyclone Katie）是一個發生在2015年的不尋常天氣事件，在2014－2015年南太平洋熱帶氣旋季正式結束後，研究人員在復活節島附近的海域發現一股副熱帶氣旋，研究人員稱呼其為「凱蒂」。凱蒂是少數在西經120度線的邊界外形成，該海域並非鄰近的區域專責氣象中心斐濟氣象局及紐西蘭氣象服務有限公司駐威靈頓熱帶氣旋警報中心的責任區，因此凱蒂並未被正式列入2014－2015年南太平洋熱帶氣旋季的一部份，而智利氣象局則對其發布公海警報，稱其為一股溫帶性低氣壓。

## 氣象歷史
2015年4月29日，在2014－2015年南太平洋熱帶氣旋季正式結束後，一股溫帶擾動在遙遠的東南太平洋生成，隨後其迅速在南太平洋區域專責氣象中心責任區範圍以東的經度102.9°W增強為一股副熱帶性低氣壓，智利氣象局在此時將其標記為一股風暴並對其發布公海警報持續到5月4日為止。在接下來的數天，這股副熱帶性低氣壓向西南漂移並轉往東南移動，並在5月1日增強為熱帶風暴強度的副熱帶風暴，此時副熱帶風暴的路徑持續向西繞行。
受惠於該年極強的聖嬰現象，海平面溫度比氣候值高攝氏1度，且其所處海面的風切變亦較低，使得其系統獲得近一步的發展，該副熱帶風暴在5月2日時達到顛峰，最大持續風速為72每小時（20每秒；39節），中心最低氣壓則為993百帕斯卡。研究人員約在此時發現這股副熱帶風暴，給予非官方命名「凱蒂」，凱蒂在翌日開始緩慢向西移動並持續減弱，並在5月4日開始以副熱帶性低氣壓型態向西北方向加速掠過復活節島，最終減弱為殘留低氣壓。隨著凱蒂的減弱，智利氣象局在5月4日便解除對其發布的警報，凱蒂的殘留低氣壓亦被觀測到其在5月6日消散，在凱蒂的形成到消散的過程中，始終位於西經120度線以東、南太平洋區域專責氣象中心責任區範圍以外。

## 歷史紀錄
副熱帶風暴凱蒂是有觀測以來，第二個最東端所形成的熱帶或副熱帶系統，同時此紀錄打破了1983年5月一股熱帶性低氣壓在經度110°W生成的紀錄，亦成為有紀錄以來第一個在南太平洋區域專責氣象中心責任區範圍以外所形成的熱帶或副熱帶系統。然而，凱蒂的紀錄在2018年5月被副熱帶風暴萊西打破，該系統在距離智利幾百英里外的經度80°W的海面上形成。
由於秘魯涼流經過東南太平洋，使其海面溫度較其他洋面寒冷，而該洋面亦長期處於高風切變的狀態，促成該環境不利於氣旋發展，因此在有紀錄以來，並未有任何熱帶系統對南美洲太平洋沿岸構成影響，也因此東南太平洋地區並未有專屬的區域專責氣象中心，凱蒂的形成則是因為當年處在極強的聖嬰現象，使環境罕見的處在海平面溫度比氣候值高攝氏1度且海面的風切亦較低的狀態，使風暴有利於該狀態的海面上生成。
雖然凱蒂的觀測出的特徵與副熱帶氣旋相符，但根據詳細的再分析研究資料顯示，凱蒂可能在其達到巔峰的前後狀態時，曾短暫地成為一股熱帶氣旋。

## 外部連結
- Unofficial track data from Australia Severe Weather （页面存档备份，存于）
- TROPICAL CYCLONE OPERATIONAL PLAN FOR THE SOUTH PACIFIC AND SOUTH-EAST INDIAN OCEAN: 2014 Edition （页面存档备份，存于）